# 前胸部キャッチ症候群
前胸部キャッチ症候群（ぜんきょうぶキャッチしょうこうぐん、英語：precordial catch syndrome、PCS）は、胸に鋭い刺すような痛みがある非重篤な疾患である。通常は、息を吸うと悪化し、限局した範囲内で発生する。痛みは通常、数分続く。通常、安静時に痛み出し、他の症状は見られない。症状を懸念することから不安につながる場合がある。
根本的な原因は不明である。痛みは胸壁または肋間神経の刺激によるものと考えられる。危険因子には心理的ストレスがあげられる。痛みは心臓によるものではない。診断は症状に基づく。同様の症状を引き起こす可能性のある他の疾患には、狭心症、心膜炎、胸膜炎、胸部外傷があげられる。
治療は通常、安心感を持たすことであり、一般的に痛みは特定の治療をしなくても解決する。結果は良好である。前胸部キャッチ症候群は比較的一般的であり、最も一般的に影響を受けるのは6歳から12歳までの子供である。男女同等に罹患する。一般的に成人にはみられない。前胸部キャッチ症候群は遅くとも1955年から説明されている。